# FC Andijon
El FC Andijon (en uzbeko: Андижон профессионал футбол клуби o Andijon professional futbol klubi, en inglés: Professional Football Club Andijan) es un equipo de fútbol de Uzbekistán que juega en la Super Liga de Uzbekistán, la máxima categoría del fútbol en el país.

## Historia
Fue fundado en el año 1964 en la ciudad de Andijon con el nombre Spartak Andijon, y han cambiado de nombre en varias ocasiones:
- 1964–67: Spartak
- 1969–74: Andijanez
- 1983–85: Tekstilshhik
- 1986–88: Pakhtakor
- 1989–90: Spartak
- 1991–96: Navruz
- 1997-hoy: FK Andijan

Durante el periodo de la Unión Soviética el club participó a escala nacional entre 1964 y 1970, de 1973 a 1974 y de 1986 a 1991, y luego de la independencia de Uzbekistán se convirtió en uno de los equipos fundadores de la Liga de fútbol de Uzbekistán, en donde terminó en séptimo lugar en su primera temporada.
El club estuvo por doce temporada en la primera categoría hasta que descendió en 2004 luego de terminar en el lugar 14 de la temporada, pero en solo una temporada retorna a la Liga de fútbol de Uzbekistán, permaneciendo por siete temporadas hasta que desciende en la temporada 2012 al quedar en el lugar 14 de la liga.
En 2013 regresa a la Liga de fútbol de Uzbekistán donde estuvo por tres temporadas hasta su descenso en la temporada 2016 luego de terminar en último lugar entre 16 equipos.

## Palmarés
- Primera Liga de Uzbekistán: 1

2005
- Copa de Uzbekistán: 1

2024